# Röd näckros
Röd näckros (Nymphaea alba f. rosea) är en form av den vita näckrosen i familjen näckrosväxter.

## Förekomst
Röd näckros troddes länge vara väldig sällsynt och finns i flera sjöar i Tiveden, mest känd är sjön Fagertärn. Den förekommer dock naturligt på flera platser i Norge, där den är känd sedan åtminstone början på 1800-talet i Bjørndalen i Nærøy kommun, Trøndelag. Numera har röda näckrosvarianter spritts till flera andra ställen, bland annat till Bohus-Malmön[källa behövs] i Bohuslän, inplanterad på Ramsö i Kosterarkipelagen och i Ljustersjön i Bohuslän. Även på öarna Hästvam och Dyngön i Fjällbacka skärgård finns arten.[källa behövs]
1979 hittades röda näckrosor i Lappland. Det finns även röda näckrosor på ön Harstena på den östgötska kusten och i Försjö i Mönsterås kommun, samt i sjön Immeln i nordöstra Skåne. Ett mindre bestånd finns också i sjön Råsvalen vid Svensnäs i Västmanland.
Flera bestånd återfinns även i Härryda kommun (Västergötland); i Hindås i kanalen mellan Västra och Östra Nedsjön som är en del av det s.k. Göteborgs insjörike, samt i Örtjärn vid Nysäter i Mölnlycke.
Röd näckros finns även i Ulstrup Langsø i Danmark.
Förekommer flitigt även i Ingelstad i Kronoberg.
Röd näckros finns också i Sala, Västmanland.
Röd näckros finns också i Branddammen på ön Öja (Landsort),  Stockholms södra skärgård.
Finns även på Öland och Ekerums golfbana.

## Historik

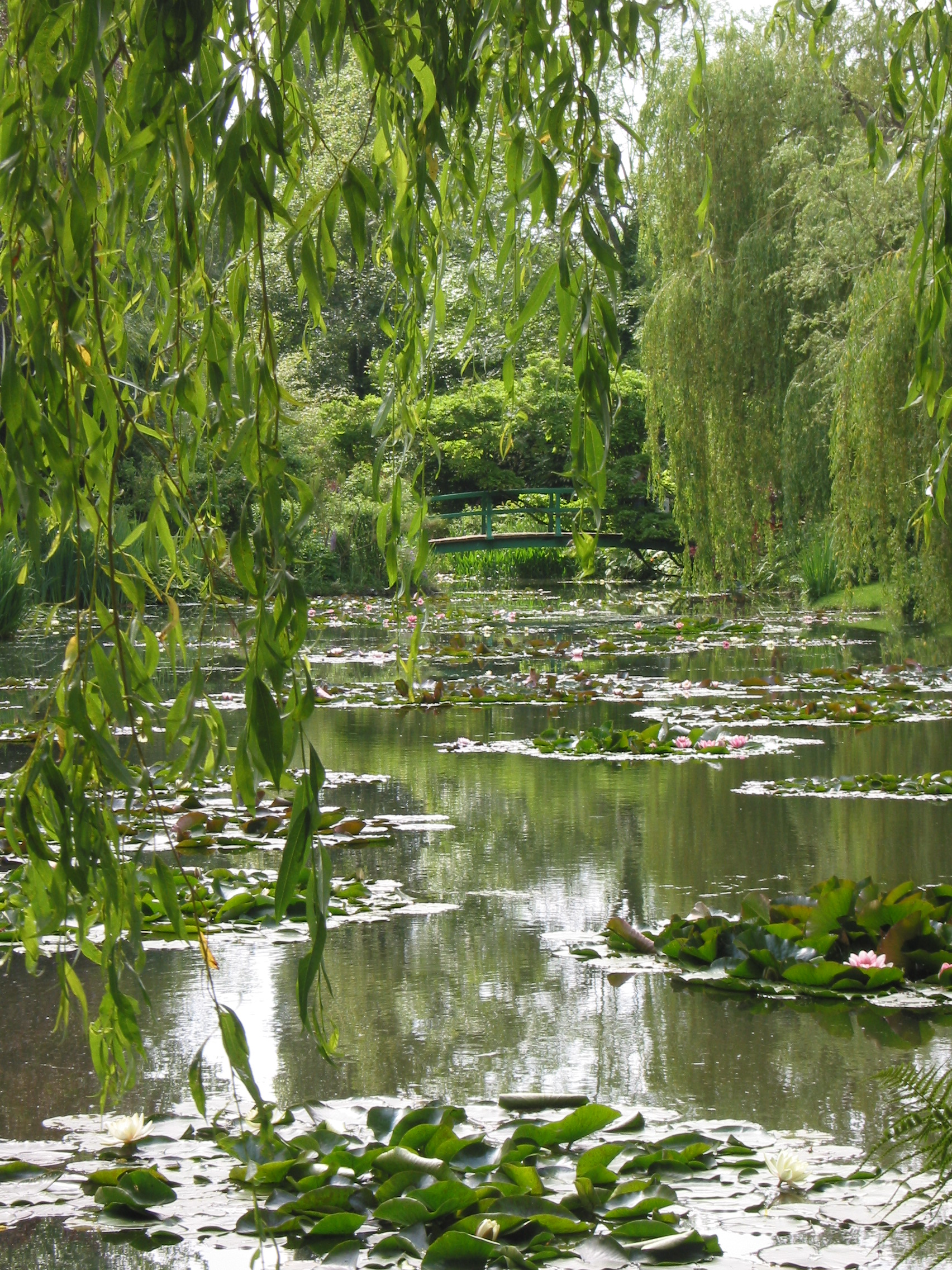
Damm i Claude Monets trädgård, med bland annat näckrosor av olika röda toner.

1856 riktades den botaniska världens uppmärksamhet mot Fagertärn. Som 23-årig botanikintresserad student hade Bernhard Agaton Kjellmark (1832 – 1896, fil dr, LNO, prost i Axberg) under ett besök vid Aspa hört att det skulle finnas röda näckrosor i den lilla skogssjön Fagertärn. Han vandrade genom vildmarken till tjärnen och tog med sig några exemplar till sin professor i Uppsala.

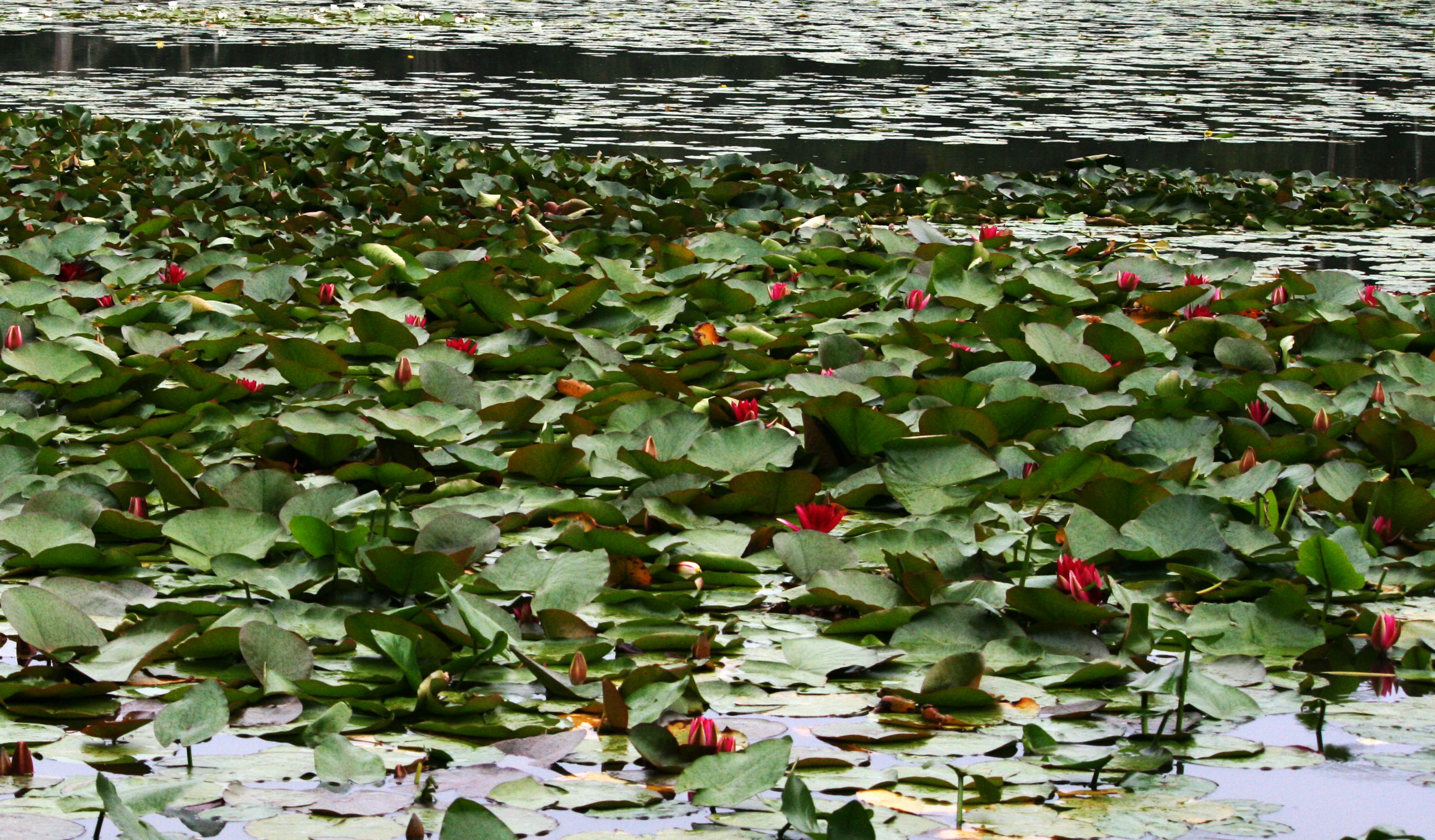
Röd näckros i Färsksjön i Eriksberg, Blekinge

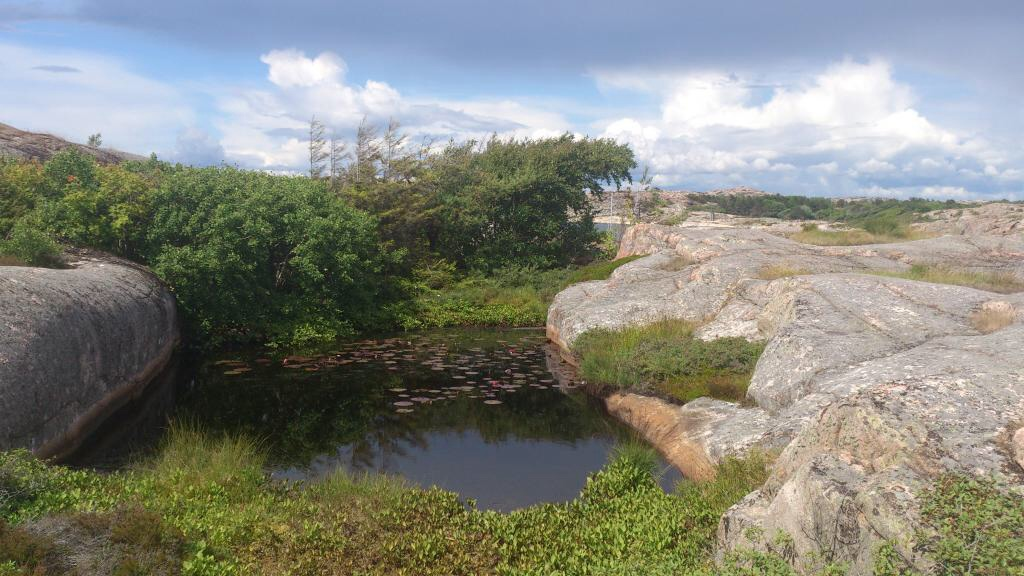
Vattensamling med röda näckrosor på ön Hästvam i fjällbackaskärgården.

Upptäckten blev en botanisk sensation men ledde tyvärr till att Fagertärn plundrades på nästan alla sina röda näckrosor. Alla ville ha ett eget exemplar av den sällsynta växten, och de spreds till trädgårdsdammar och kommersiella odlingar i Europa där tidigare endast vita näckrosor ansetts härdiga nog att uthärda klimatet.
Sedan 1800-talet odlas näckrosor av olika färgvarietéer, för anläggning i trädgårdsdammar. Röda inslag hos odlade näckrosor på 1880-talet innehöll anlag från röd näckros, hämtad från Fagertärn, och dessa varietéer hamnade bland annat i Claude Monets trädgårdsanläggning i Giverny norr om Paris.
Inte förrän 1905 fridlystes blommorna.

## Beskrivning av blomman
De röda näckrosorna utgör ingen egen art, utan är en färgvariation av vit näckros. Någon gång i tiden har en genetisk mutation uppstått i en individ. En slumpmässig förändring i en vitblommande näckros har inneburit att den röda färgen uppstått. Den röda färgen har bibehållits genom generationerna.

## Synonymer
Nymphaea alba var. purpurea Fr.
Nymphaea alba var. rosea C.Hartm.
Nymphaea alba var. rubra hort.
Nymphaea casparyi Carrière
Nymphaea sphaerocarpa hort.